# Chris Sawyer's Locomotion
Chris Sawyer's Locomotion é um jogo de computador desenvolvido por Chris Sawyer.
O jogo permite ao jogador usar trilhos, linhas de caminhões, ônibus, aviões e navios para ganhar dinheiro em uma empresa de transporte entre os anos de 1900 a 2100 (mas o jogo roda até além deste ano, existem casos de cenários que chegaram muito próximos do ano 5000). Ele contém mais de 40 pré-concebidos cenários e um editor de cenários, e também pode ser jogado no modo multiplayer com outra pessoa controlado concorrente. O jogo é jogado em uma visão 2D isométrica como os outros jogos por Chris Sawyer, particularmente RollerCoaster Tycoon, que usa o motor que foi desenvolvido originalmente para Transport Tycoon. 
Chris Sawyer's Locomotion foi lançado em os E.U. em 7 de setembro de 2004, e em 2005 no resto do mundo. 
Reviews do jogo geralmente não foram favoráveis, com muitos notar que a interface do usuário do The Game e AI ambos foram pobres em comparação com o original Transport Tycoon. No entanto, o algoritmo AI tinha se expandido desde Transport Tycoon Deluxe, de tal forma que seria agora construir duas rotas de forma e evitar a construção de laços. Sabotagem de veículos das empresas rivais, predominante no Transport Tycoon, tem sido reduzido, mas não totalmente eliminada. Além disso, as empresas rivais nunca pode ser comprada pela empresa do jogador. Mesmo assim é quase idêntico ao TT.

## Novos recursos em comparação com Transport Tycoon
estação rodoviária / construção de terminal
Os jogadores podem agora criar estações de passageiros, sem ter que demolir um bloco de terra para dar lugar a um direito próprio ônibus na estação rodoviária da cidade em si. No entanto, os jogadores não podem construir paradas de ônibus nos cruzamentos ou ainda, quaisquer outras estações em tudo. Estações de recepção de carga só pode ser construída no final de uma estrada, embora agora não há necessidade de destruir a estrada existente de antemão que a estação tem agora situam-se na estrada. O mesmo princípio aplica-se também na construção de um terminal de passageiros. Expansões Agora é aceitável para colocar uma estação adjacente a outro do mesmo tipo de carga (por exemplo, 2 terminal de passageiros construído ao lado) e criar para cobrir uma área maior de captação.
Túneis 
Isto pode ser extremamente útil na preservação da paisagem acima do solo (tais como edifícios de escritórios que oferecem aos passageiros, ou árvores cuja destruição seria inferior a avaliação da companhia de aprovação) e também para ser capaz de construir as estradas de ferro ou estradas sem obstáculos de outros concorrentes. A desvantagem para este novo recurso é que estas ligações de metro pode ser extremamente caro construir e não devem ser utilizados no início do cenário quando saldos bancários são baixos. Também pode ser difícil de editar essas construções subterrâneas, se eles estão em uma cidade onde clicando no botão direito do mouse pode excluir acidentalmente edifícios, e a vista da pista pode ser facilmente obstruídas por cima trilhas e estradas de terra. 
Para começar a construir um túnel de um jogador deve nível do terreno, de tal modo que a paisagem deve ser de pelo menos dois blocos horizontal superior à entrada do túnel proposto. A fim de construir estações de metro, o jogador deve estar no modo de exibição no subsolo. Caso o processo de construção do túnel de ser interrompido em qualquer instância, o jogador poderá retomar a construção posterior, clique no modo de exibição de metro e botão direito do mouse na pista do túnel inacabado ou rodoviária. Às vezes, as cidades de The Game também pode se desenvolver como The Game progride e construir estradas semelhantes encapsulado em sua própria vontade.
Bondes
Em todo o período do jogo, o jogador pode construir um sistema eléctrico extensiva em toda a cidade. Trilhos podem sobrepor-se à estrada como em contrapartes real-life e pode loop no final de todas as seções do circuito pretendido. Tal como acontece com os outros veículos, bondes também testemunha a sua própria evolução e é uma alternativa para impulsionar rapidamente votos dentro de uma cidade. Estações de eléctrico pode dobrar como paradas de ônibus de passageiros.
Aumento das Estações Ferroviárias 
O comprimento máximo de uma estação de trem pode agora ser blocos de dezesseis no máximo. Isso pode ser usado para maximizar os passageiros dentro da área de captação. Desde as estações são mais longos, os trens também podem ser maiores do que aqueles no regular Transport Tycoon Deluxe. Estações de todos os tipos também podem ramificar-se para obedecer ao limite e podem sobrepor-se uns aos outros, criando assim várias camadas de estação.
Construção de aeroporto
Aeroportos são mais simples de construir em terrenos difíceis situações, desde que sem estradas ou as ligações ferroviárias estão no caminho. No entanto, o custo de elevar a terra é tida em conta e pode abaixar avaliações do jogador na cidade se as árvores ou edifícios são destruídos na construção. 
Marcações Elevação 
Ao longo de do jogo, sempre que um jogador constrói estradas ou trilhas que ter uma mudança de altitude, as marcações elevação aparecer para ajudar o jogador. Isso ajuda na construção de um serviço de transporte dentro de uma cidade montanhosa, ou na construção de serviços de transporte ferroviário através de extenso terreno desafiador.
Rotas Local
Sempre que um jogador constrói um trem em uma rota simples locais sem quaisquer combinações ferrovia ampla envolvendo outros comboios, o jogador agora não precisa de definir as indicações para que o comboio único, a menos que a intenção de especificar instruções de carregamento especial. O mesmo princípio aplica-se para dentro de um circuito eléctrico. Além disso, um jogador pode configurar certos veículos também a ser definido em uma via expressa, assim, ordenar o veículo para obedecer rigorosamente as rotas do seu destino e não param em todas as estações disponíveis ao longo do caminho.
Cenário de desafios 
Ao contrário de Transport Tycoon, onde o objetivo único e principal do jogador é ser o magnata líder em transporte, locomotion oferece diversos outros desafios. Para incentivar o jogador para a construção de serviços em todas as oportunidades possíveis ao invés de sentar-se inactivo, determinadas situações exigem que o jogador completa os seus objectivos num determinado prazo. No editor de cenários, um jogador pode personalizar a desafiar o seu próprio mundo construído de forma que entenderem. Essas opções incluem se tornar a principal companhia, além de realizar a missão ou para alcançar um valor de determinada empresa dentro de um prazo. Os jogadores podem também escolher o tipo de veículos que desejam incluir nos cenários que criaram e não se limite a qualquer tipo de veículos britânicos ou americanos.
Tycoon Preset faces
Uma longa lista de magnatas pré substituir o antigo Transport Tycoon gerador rosto aleatório. Os novos rostos agora animar de acordo com o estado do índice de desempenho da empresa, mostrando, por exemplo, uma expressão feliz, quando a empresa está se saindo bem, ou um olhar indiferente quando tudo está normal, ou uma expressão horrorizada ou irritado quando as coisas não vão bem. Isso pode funcionar como um guia rápido de como a sorte da empresa para o jogador que poderão ser ocupados a construir serviços noutros locais. A empresa proprietária do Editor também foi lançado que permite ao jogador criar seu próprio magnata com a capacidade de inserir imagens para cada uma das magnata é possível expressões faciais.
Novas indústrias
Várias novas indústrias estão disponíveis em The Game, incluindo centros de esqui, cervejarias, Vinhas e laboratórios químicos. Fazendas de gado e de grãos Fazendas são indústrias individuais. Serviços de entrega de alimentos na locomoção também são mais flexíveis em relação ao TT Deluxe como mais das cidades mais pequenas pode aceitar alimentos nos centros urbanos.
 Cidades metropolis
As cidades podem agora obter o estatuto de metrópole, o que pode garantir maiores oportunidades de serviço a passageiros do que o anteriormente disponível.
 Manutenção de veículos
Veículos de locomoção não são agora atendidos em depósitos. Por um lado, isso pode significar uma vantagem mínima para preservar áreas-chave nas cidades para uma área de influência estratégica ou de poupança de custos de construção. No entanto, a confiabilidade dos veículos nunca pode agora ser mantido no nível atual e continuamente depreciado ao longo do tempo, exigindo que os veículos a serem substituídos após cerca de 3 ou 4 anos de tempo de jogo. Como no Transport Tycoon Deluxe, confiabilidade inferior do veículo significa uma maior probabilidade de o veículo quebrar e interromper serviços. 
Os veículos podem agora ser facilmente substituídos por parar tudo o que foi requisitado e, ou arrastando-os para o 'lixo' ícone (para preservar a rota actual, sem o incômodo de repor as ordens de destino após a construção de um novo veículo) ou imediatamente clicando no ícone da lixeira depois de parar o veículo, assim, de apagar os dados do veículo a partir de registros do jogador (o que pode ser usado para desfazer uma rota não-lucrativas e reconstruí-la em outro lugar).
  Esquemas flexíveis de cor 
Os jogadores têm agora uma opção para personalizar as cores em todos os seus tipos de veículo (deixar a frota caminhões  branco e a frota de trens de azul, por exemplo).
  Novas opções de música 
No locomotion, a era do jogo se reflete na música tocada, com várias peças de música ragtime de Scott Joplin no início de 1900, passando para os vários estilos musicais de décadas mais tarde que o tempo avança.
  Construção da inteligência artificial 
Quando o AI ter formulado o seu próprio projecto de construção em uma determinada área do mapa e está em processo de estabelecer as estradas, etc., o jogador pode, por vezes, receber uma mensagem de que os proíbe de construir qualquer coisa que pode eventualmente prejudicar o trabalho da AI em construir as suas ligações. Esta é uma medida tomada para proteger os interesses da AI no jogo e garantir jogo equilibrado como o jogador humano pode tentar sabotar os links (como era conhecido em 'Transport Tycoon).

## Cenários
Os cenários tem cinco níveis de dificuldade: Principiante, Fácil, Médio, desafiadora e Expert. Objectivos diferentes estão disponíveis, alguns exigem que o jogador terminar em uma determinada posição na empresa lista de classificação, enquanto outros exigem o transporte de uma quantidade específica de carga. Em alguns casos, estes objectivos têm limites adicionais, como a que o jogador deve terminar dentro de um determinado prazo. 
Muitos dos cenários são baseados em países do mundo real, como os Estados Unidos e Reino Unido.

## Cheats
Trem-Driving Mode Em Chris Sawyer's Locomotion você pode entrar em modo de condução do comboio, abrindo uma janela do trem totalmente parado, segurando tecla  e tipo de driver então deixar de ir. Agora, quando você abre o stop / go bandeira você deve ser capaz de acessar a opção manual. O outro lado da janela do trem deve agora mudar para um "Manual barra deslizante". Quando o controle deslizante é o menor em plenamente, os freios são totalmente on. Quando o cursor está no meio exato, sem freios são aplicados, mas nenhum poder é aplicado. Quando o cursor está no topo, toda a força é aplicada. Lembre-se que, agora que você está dirigindo o trem, que costuma parar no sinal e você precisa dar a volta no final da pista.
Train Backwards Se você abrir uma janela do trem a tecla [Insert], então digite SHUNT e deixar de ir, permitirá que o comboio a ser "desviada" para trás, em vez de automaticamente para a frente.